# Charles K. Williams

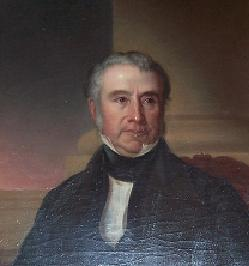
Charles K. Williams.

Charles K. Williams, född 4 januari 1782 i Cambridge, Massachusetts, död 9 mars 1853 i Rutland, Vermont, var en amerikansk jurist och politiker (whig). Han var guvernör i delstaten Vermont 1850–1852.
Williams avlade sin grundexamen vid Williams College och doktorerade i juridik (LL.D.) vid Middlebury College. Efter krigstjänst i 1812 års krig var han verksam först som åklagare och senare som domare. Han var chefsdomare i Vermonts högsta domstol 1834–1846.
Williams efterträdde 1850 Carlos Coolidge som guvernör i Vermont och efterträddes 1852 av Erastus Fairbanks. Året efter avled Williams i Rutland och gravsattes på Evergreen Cemetery.